# Nkayi
Nkayi je grad u Republici Kongu, u regiji Bouenzi. Poznat je kao sjedište proizvodnje šećera. Leži na željezničkoj pruzi koja povezuje luku Pointe-Noire s glavnim gradom Brazzavilleom. Ima i zračnu luku.
Osnovano 1887. kao Jacob, naselje se brzo razvilo zahvaljujući brojnim plantažama šećerne trske. Od 1975. nosi današnje ime.
Prema popisu iz 2007. godine, Nkayi je imao 71.623 stanovnika, čime je bio četvrti grad prema brojnosti u državi.